# Les Poissons et le Cormoran
Les Poissons et le Cormoran est la troisième fable du livre X de Jean de La Fontaine situé dans le second recueil des Fables de La Fontaine, édité pour la première fois en 1678.

## Texte de la fable
IL n’était point d’étang dans tout le voisinage

Qu’un Cormoran n’eût mis à contribution.

Viviers et réservoirs lui payaient pension :

Sa cuisine allait bien ; mais, lorsque le long âge

Eut glacé le pauvre animal,

La même cuisine alla mal.

Tout Cormoran se sert de pourvoyeur lui-même.

Le nôtre un peu trop vieux pour voir au fond des eaux,

N’ayant ni filets ni réseaux,

Souffrait une disette extrême.

Que fit-il ? Le besoin, docteur en stratagème,

Lui fournit celui-ci. Sur le bord d’un étang

Cormoran vit une Écrevisse.

Ma commère, dit-il, allez tout à l’instant

Porter un avis important

À ce peuple ; Il faut qu’il périsse :

Le maître de ce lieu dans huit jours pêchera :

L’Écrevisse en hâte s’en va

Conter le cas : grande est l’émute.

On court, on s’assemble, on députe

À l’Oiseau : Seigneur Cormoran,

D’où vous vient cet avis ? quel est votre garant ?

Êtes-vous sûr de cette affaire ?

N’y savez-vous remède ? et qu’est-il bon de faire ?

Changer de lieu, dit-il. Comment le ferons-nous ?

N’en soyez point en soin : je vous porterai tous

L’un après l’autre en ma retraite.

Nul que Dieu seul et moi n’en connaît les chemins,

Il n’est demeure plus secrète.

Un Vivier que nature y creusa de ses mains,

Inconnu des traitres humains,

Sauvera votre république.

On le crut. Le peuple aquatique

L’un après l’autre fut porté

Sous ce rocher peu fréquenté.

Là Cormoran le bon apôtre

Les ayant mis en un endroit

Transparent, peu creux, fort étroit,

Vous les prenait sans peine, un jour l’un, un jour l’autre.

Il leur apprit à leurs dépens,

Que l’on ne doit jamais avoir de confiance

En ceux qui sont mangeurs de gens.

Ils y perdirent peu, puisque l’humaine engeance

En aurait aussi bien croqué sa bonne part ;

Qu’importe qui vous mange ? homme ou loup ; toute panse

Me parait une à cet égard ;

Un jour plus tôt, un jour plus tard,

Ce n’est pas grande différence.
— Jean de La Fontaine, Fables de La Fontaine, Les Poissons et le Cormoran, texte établi par Jean-Pierre Collinet, Fables, contes et nouvelles, Gallimard, « Bibliothèque de la Pléiade », 1991, p. 398